# Rinko Kikuchi

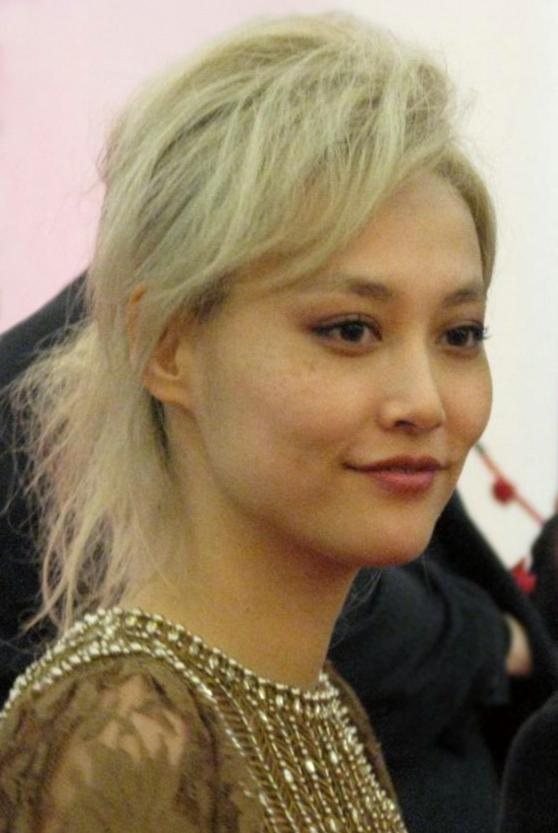
Rinko Kikuchi (2011)

Rinko Kikuchi (jap. 菊地 凛子 Kikuchi Rinko), właściwie Yuriko Kikuchi (jap. 菊地 百合子 Kikuchi Yuriko; ur. 6 stycznia 1981 w Hadano) – japońska aktorka filmowa, teatralna i telewizyjna, nominowana w 2007 r. do Złotego Globu i Oscara w kategorii Najlepsza aktorka drugoplanowa za rolę w filmie Alejandro González Iñárritu Babel.

## Kariera
Zadebiutowała w 1999 r. jako Yuriko Kikuchi w filmie "Ikitai" Kaneto Shindō. Wkrótce potem w 2001 r. zagrała w filmie "Sora no ana" ("Dziura w niebie") w reżyserii Kazuyoshiego Kumakiri. W 2004 r. pojawiła się w filmie "Cha no aji" ("Smak herbaty") w reżyserii Katsuhito Ishii, a w 2006 r. w filmie Babel reżysera Alejandro González Iñárritu, w roli głuchoniemej nastolatki Chieko Wataya. Za rolę w tym filmie została nominowana do Oscara dla drugoplanowej roli.

## Filmografia

### Seriale (J-DRAMA)
- Yume wo Ataeru (Wowow 2015) jako Mikiko Abe
- Gu Gu Datte Neko de Aru (Wowow 2014) jako Chikako
- Moteki (TV Tokyo 2010) jako Naoko Hayashida
- Liar Game 2 (Fuji TV 2009-2010) jako Ryo Katsuragi
- Riyu (Wowow 2004)
- Churasan (NHK 2001)
- Hanamura Daisuke (Fuji TV 2000) ep11-12
- Kawaii dake ja dame kashira (TV Asahi 1999)

### Filmy
- Terra Formars | Tera Fomazu (2016) jako Asuka Moriki
- Dear Deer (2015)
- Nadie quiere la noche (2015)
- Kumiko (2014)
- last summer (2014) jako Naomi
- 47 Roninów (47 Ronin) (2013) jako Mizuki
- Pacific Rim (2013) jako Mako Mori
- It's getting latte (2012)
- The Warped Forest (2011)
- Love Strikes! | Moteki (2011) jako Naoko Hayashida
- Ogawa no Hotori (2011) jako Tazu (siostra Sakunosuke)
- Norwegian Wood (Noruwei no Mori) (2010) jako Naoko
- Szanghaj (Shanghai) (2010)
- Mapa dźwięków Tokio (Map of the Sounds of Tokyo) (2009) jako Ryu
- Asaruto gâruzu (2009)
- Saidoweizu (2009)
- Strawberry Seminar (2009)
- 42 One Dream Rush (2009)
- Shanghai (2008)
- Kiru (2008)
- Niesamowici bracia Bloom (The Brothers Bloom) (2008) jako Bang Bang
- The Sky Crawlers (2008) (głos)
- Koi suru madori (2007) jako Junda Atsuko
- Genius Party (2007) (głos)
- Zukan ni nottenai mushi (2007)
- Umi de no hanashi (2006) jako Kaori
- Warau Mikaeru (2006) jako Nobuko Sakurai
- Babel (2006) jako Chieko Wataya
- Naisu No Mori: The First Contact (2005) jako Kikuchi (przewodnicząca klasy)
- Taga tameni (2005) jako żona brata Mari
- The Reason | Riyu (2004)
- Survive Style 5+ (2004)
- 69 (2004)
- Smak herbaty (Cha no Aji) (2004) jako Yuriko Kikuchi
- Tori (2004)
- 17-sai (2003)
- The Phantom of August (2002)
- Shiritsu tantei Hama Maiku: Namae no nai mori (2002) jako Number 51
- Drug (2001) jako Mai
- Sora no ana (2001) jako Taeko
- By Player | Sanmon yakusha (2000)
- Witalność (Ikitai) (1999)
- Gakkô no kaidan F (1997)